# Ad-Daba (Syria)
Ad-Daba (arab. الضبعة) – miejscowość w Syrii, w muhafazie Hims. W 2004 roku liczyła 3129 mieszkańców.